# Pamjat Azova-ei
Het Pamjat Azova-ei (Russisch: Память Азова, Herinnering aan Azov-ei) is een van de ongeveer vijftig paaseieren die de beroemde juwelier Peter Carl Fabergé maakte in opdracht van de Russische tsaren.

## Omschrijving van het ei
Dit rococo-ei is gemaakt van heliotroop (ook wel bloedsteen genoemd) met daar overheen een patroon van krullen van verguld platina versierd met diamanten. Het ei is te openen door middel van een platina knop, versierd met een robijn en twee diamanten, waarna de met groen fluweel afgewerkte binnenzijde zichtbaar wordt.

## De surprise
In het ei bevindt zich een model van de kruiser Pamiat Azova. Dit minutieus in goud en platina uitgevoerde schip heeft patrijspoorten van diamantjes en 'drijft' op een buitengewoon helder blok aquamarijn. Het aquamarijn is gevat in een gouden frame waaraan een ring is bevestigd waarmee het schip uit het ei kan worden geschoven.